# Subdivisões da Estônia
A Estónia é dividida em 15 condados (em estoniano: maakonnad, singular maakond).

Os condados da Estónia

Os municípios da Estônia são de dois tipos: municípios urbanos, ou cidades (estoniano: linnad, singular - linn) e municípios rurais (estoniano: vallad, singular - vald). Não existe nenhuma outra distinção entre elas
O município pode conter um ou vários lugares povoados. Alguns municípios urbanos são divididos em distritos (estoniano: linnaosad, singular - linnaosa) com autogoverno limitado, por exemplo, Tallinn possui oito distritos (Haabersti, Kesklinn, Kristiine, Lasnamäe, Mustamäe, Nõmme, Pirita, Põhja-Tallinn).